# 新能源电力系统国家重点实验室
新能源电力系统国家重点实验室是以华北电力大学“电力系统保护与动态安全监控”教育部重点实验室为基础，整合学校其他优势科技资源而形成的一个研究实体，2011年3月由科技部批准建设，2014年9月通过专家验收。现任实验室主任为刘吉臻院士，学术委员会主任为黄其励院士。